# Alois Geldner
Alois Geldner (2. září 1860, Kostelec u Krnova – 2. září 1923, Opava), byl stavitelem, architektem a městským radním v Opavě.

## Život

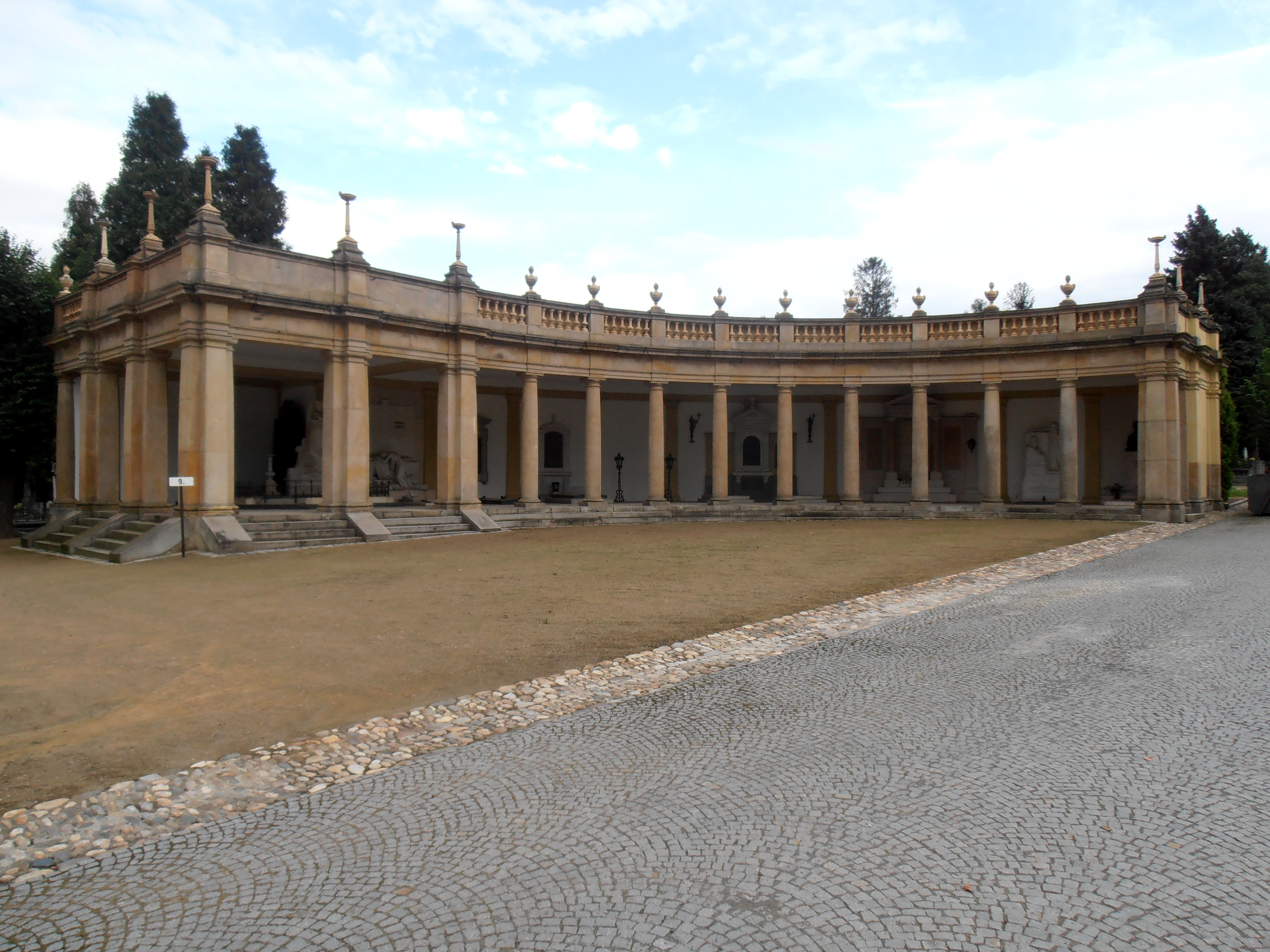
Kolumbarium na hřbitově v Opavě

Po absolvování průmyslové školy v Brně a Opavě začal pracovat od roku 1887 ve stavební firmě Julia Lundwalla a pak u Karla Kerna. V roce 1892 založil vlastní stavební firmu. Byl od roku 1902 členem Obchodní a živnostenské komory (komerční rada) a jako živnostenský rada působil na ministerstvu obchodu ve Vídni. Působil v kuratoriu uměleckoprůmyslového muzea. Od roku 1915 byl laickým přísedícím zemského soudu. V období let 1919 až 1920 byl členem správní komise, která řídila město Opavu po rozpadu Rakousko-uherské monarchie.

## Dílo
Jeho firma se podílela na výstavbě města na základě zakázek města nebo jiných institucí.
- 1890–1891 úprava opavského hřbitova, který vznikl podle projektu E. Labitzkého[4]Obchodní a živnostenská komora, dnes Společenský dům - Městský dům kultury Petra Bezruče v Opavěstavba Jahnovy tělocvičny

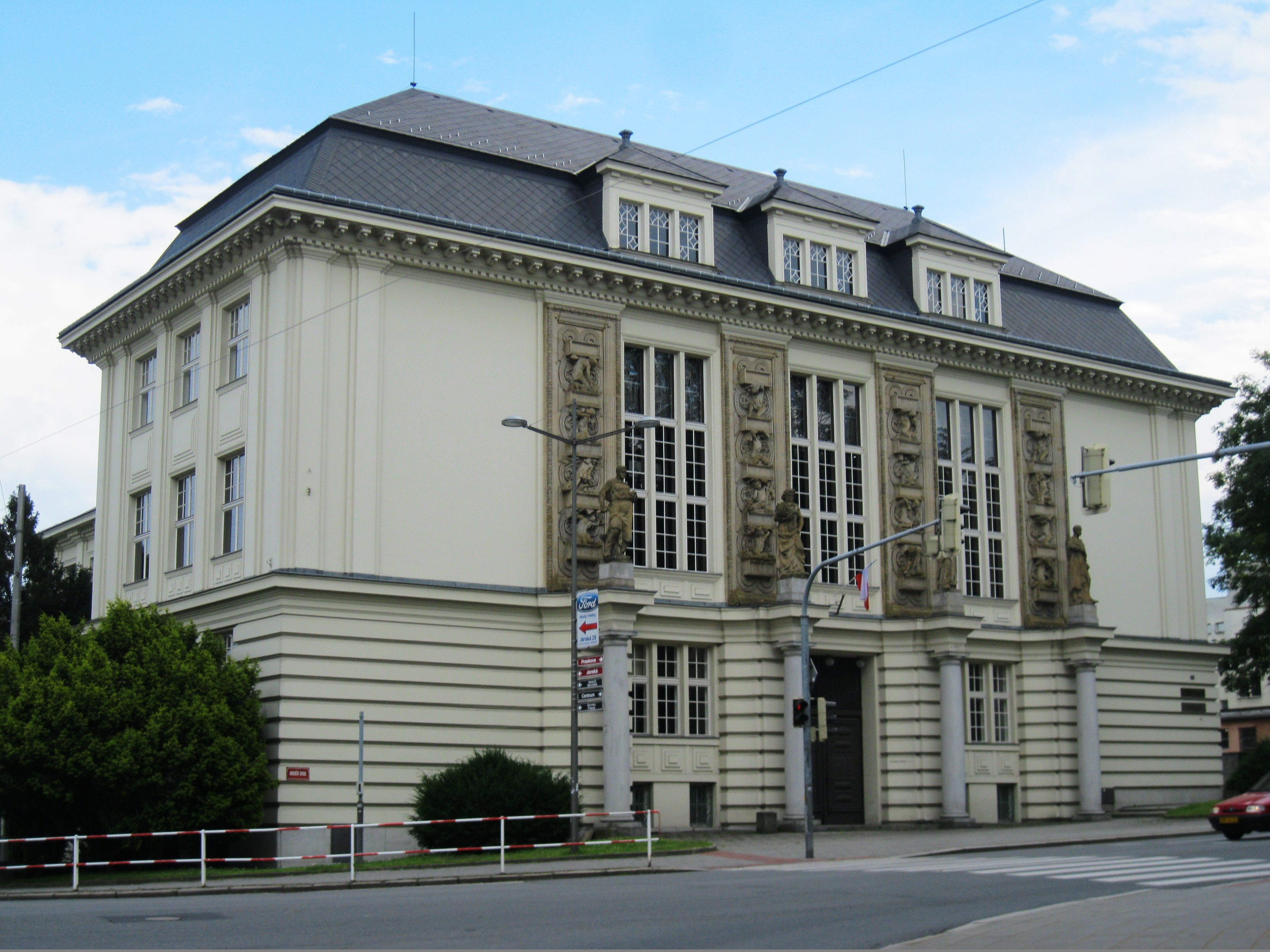
Obchodní a živnostenská komora, dnes Společenský dům - Městský dům kultury Petra Bezruče v Opavě

- 1903 přestavba dvojdům dr. Nissnera a dr. Charwata (novorenesance)[5]

- 1907-1914 stavby části psychiatrické léčebny. Léčebna byla postupně rozšiřovánadle projektů: 1886-89 Wademar Osterloff, 1907-14 Adolf Müller, 1928 Karl Gottwald [6]

- 1914-1918 filiálka Rakousko-uherské banky (dnes Obecní dům) podle projektu Rudolfa Eislera [7]

- 1908-1910 Obchodní a živnostenská komora podle projektu Leopolda Bauera[8]

- 1907-1909 výstavba Kláštera Kongregace Dcer Božské Lásky – Marianum. Společný projekt A. Geldnera a Adalberta Bartela nahradil původní sídlo z roku 1871 novou budovou kláštera. Dvoupartová monumentální novorománská budova, která dominuje celé čtvrti.

- 1906-1909 Vila Josefa Hatschka podle projektu vídeňského architekta Arnolda Hatscheka (1865–1931). Později přestavěna Leopoldem Bauerem.[9] Marianum, Opava.

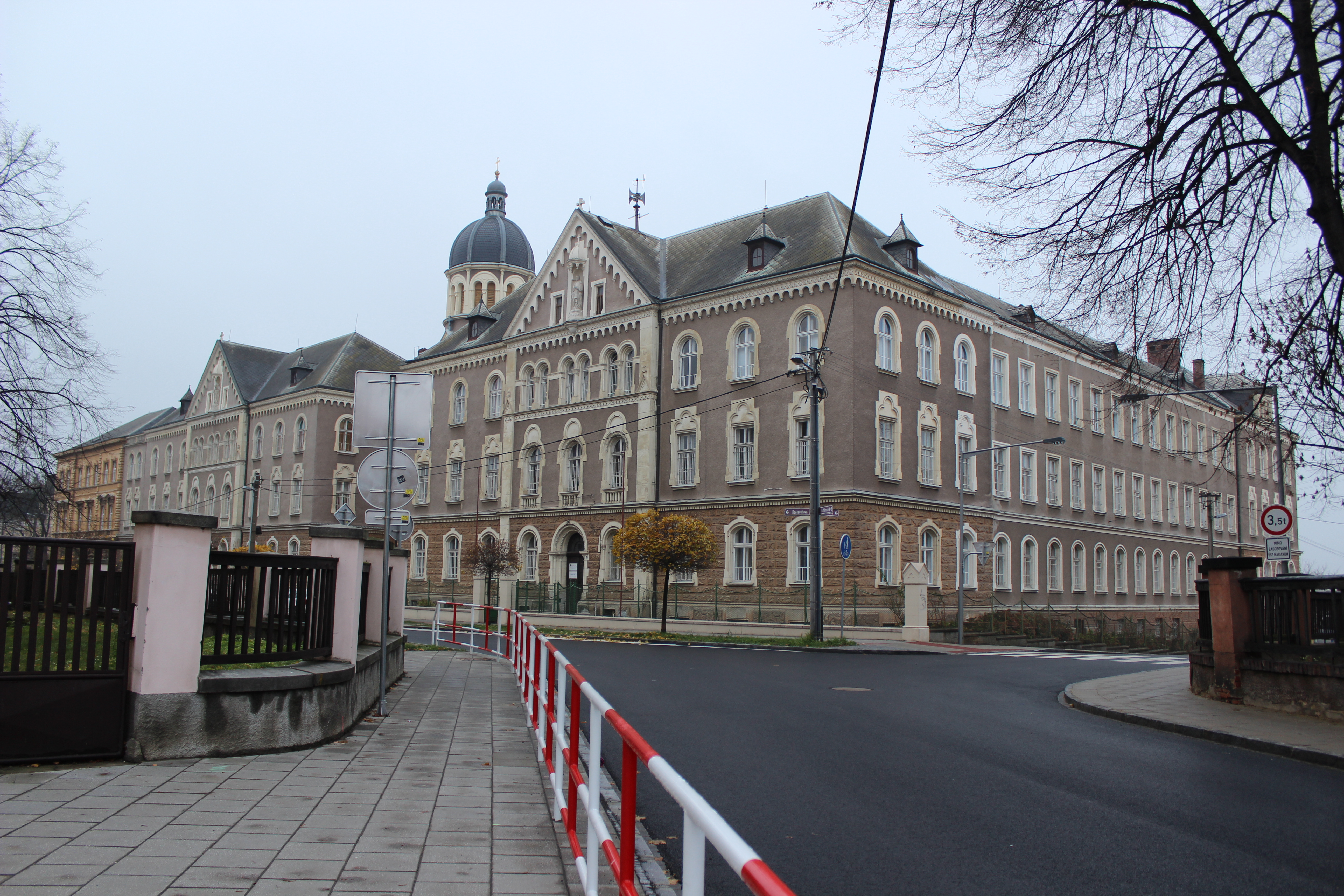
Marianum, Opava.

### Vlastní realizace
- Jubilejní škola císaře Františka Josefa

- Slezská obchodní škola (Husova ulice)

- vila J. Benischka

- 1903 Vlastní vila (Olomoucká ulice 70), později zde vzniklo Pendlovo sanatorium.[10]

Na své náklady postavil několik domů v Husově ulici ve stylu pozdního historismu a secese.